# Araneus alboventris
Araneus alboventris  är en spindelart som först beskrevs av James Henry Emerton 1884.  Araneus alboventris  ingår i släktet Araneus och familjen hjulspindlar. Inga underarter finns listade i Catalogue of Life.